# Cataleptoneta
Genre
Cataleptoneta est un genre d'araignées aranéomorphes de la famille des Leptonetidae.

## Distribution
Les espèces de ce genre se rencontrent en Turquie, en Grèce, en Bulgarie, en Croatie, au Liban et en Israël.

## Liste des espèces
Selon World Spider Catalog (version 21.0, 10/07/2020) :
- Cataleptoneta aesculapii (Brignoli, 1968)
- Cataleptoneta aydintopcui Demircan, 2020
- Cataleptoneta detriticola Deltshev & Li, 2013
- Cataleptoneta edentula Denis, 1955
- Cataleptoneta lingulata Wang & Li, 2010
- Cataleptoneta sbordonii (Brignoli, 1968)
- Cataleptoneta semipinnata Wang & Li, 2010
- Cataleptoneta sengleti (Brignoli, 1974)

## Publication originale
- Denis, 1955 : Araignées. Mission Henri Coiffait au Liban (1951). Biospéologica no 75. Archives de Zoologie Expérimentale Générale, vol. 91, no 4, p. 437-454.